# Rittersteuer
Die Rittersteuer, auch Ritteranlage genannt, war eine vom Hochmittelalter bis weit in die Neuzeit erhobene Steuer.

## Ursprüngliche Bedeutung
Es war eine Abgabe, die Ritter bzw. später die Besitzer von Lehnsgütern oder Rittergütern an ihre Lehnsherren oder Landesherren statt der ehemals persönlich zu leistenden Kriegsdienste zu zahlen hatten. Sie wird bereits 1317 in einem Tiroler Kanzleibuch Heinrichs von Kärnten erwähnt.
Zur Berechnung der Steuer für die einzelnen Güter wurde meist die Zahl der Pferde zu Grunde gelegt, die der Besitzer des Gutes auf Grund der Heeresfolge zu stellen gehabt hätte; daher ist sie auch unter der Bezeichnung Ritterpferdsgeld bekannt.

## Zweite Bedeutung
Eine sekundäre Bedeutung der Rittersteuer war die einer Abgabe, die ein Ritter in vier bestimmten Fällen von seinen Hörigen erheben konnte: wenn ein Sohn den Ritterschlag empfangen sollte, wenn ein Sohn oder eine Tochter heiratete, wenn der Ritter aus Gefangenschaft losgekauft werden musste, oder wenn er zu einem Kreuzzug über das Meer ausziehen wollte.